# Ахмедов, Шамиль Нуцалханович
Ахмедов Шамиль Нуцалханович, также известный как Шамиль Эрдоган (тур. Şamil Erdoğan, род. 15 июля 1990 года, Кизилюрт, Дагестанская АССР, РСФСР, СССР) — российский и турецкий борец вольного стиля, призёр чемпионатов России, бронзовый призёр чемпионата мира (2014).

## Биография
Аварец по национальности. Уроженец Чародинского района. Окончил школу №8 в Кизилюрте. Окончил юридический факультет Дагестанского государственного университета. Вольной борьбой занимается с 12 лет.
Шамиль Ахмедов стал борцом по воле отца, который в молодости сам увлекался этим единоборством. Поначалу, когда Шамиль тренировался в родном Кизилюрте, результатов у него не было. Шамиль переехал в Хасавюрт, где за него взялся один из самых плодовитых дагестанских тренеров Магомед Гусейнов. Кизилюртовец быстро прогрессировал, а вскоре к нему пришли и результаты. В 2010 году он завоевал первое место на молодежном первенстве мира. Победа в Будапеште далась ему без особых проблем,
и в этом нет ничего удивительного, поскольку к тому времени он уже успел проявить себя на «взрослом» ковре, став призёром чемпионата России и Ярыгинского турнира.
В 2011 году Шамиль должен был дебютировать в главной команде страны: выиграв со второй попытки Гран-при в Красноярске, он получил право на участие в чемпионате Европы, однако из-за травмы этот дебют не состоялся.
В 2013 году Шамиль получил турецкое гражданство и, как это принято в Турции с легионерами, — получил турецкую фамилию. На чемпионате мира в Ташкенте (2014) Шамиль Ахмедов представлял Турцию под фамилией Эрдоган. Там он завоевал бронзовую медаль, уступив в упорной схватке полуфинала своему земляку Абдусаламу Гадисову, впоследствии ставшему чемпионом.
В ноябре 2014 года после положительного теста на запрещённый анаболический стероид «станозолол» ему было запрещено участвовать в соревнованиях в течение двух лет. Завоёванная им бронзовая медаль чемпионата мира перешла к занявшему пятое место кубинцу Хавьеру Картине.

## Достижения
- Чемпионат мира по борьбе 2014 (Ташкент) — ;
- Турнир Али Алиева 2013 — ;
- Турнир Али Алиева 2012 — ;[4]
- Кубок Рамзана Кадырова 2012 — ;[5]
- «Голден Гран-при» (Баку) 2012 — ;[6]
- Чемпионат России 2012 — ;
- Гран-при "Иван Ярыгин" 2011 — ;[7]
- Кубок Мира 2010 —  (команда);
- Гран-при "Иван Ярыгин" 2010 — ;[8]
- Чемпионат мира среди молодежи Будапешт 2010 — ;[1]
- Чемпионат России 2009 (Казань) — ;